# Pallamano al X Festival olimpico estivo della gioventù europea
Le competizioni di pallamano al X Festival olimpico estivo della gioventù europea si sono svolte dal 19 al 24 luglio 2009 a Tampere, in Finlandia

## Podi

### Ragazzi
| Evento          | Oro     | Argento   | Bronzo  |
| Torneo maschile | Francia | Danimarca | Croazia |

### Ragazze
| Evento           | Oro    | Argento    | Bronzo    |
| Torneo femminile | Russia | Slovacchia | Danimarca |